# Hartmut Bauer (Sänger)
Hartmut Bauer (* 25. Februar 1939 in Kassel; † 27. Februar 2018) war ein deutscher Opernsänger (Bass).

## Leben
Bauer studierte an der Hochschule für Musik und Darstellende Kunst Frankfurt am Main. Ein erstes Engagement führte ihn 1965 ans Stadttheater Augsburg. 1968 wechselte er ans Landestheater Coburg; 1970 wurde Bauer in Nachfolge von Kurt Moll als erster Bassist ans Wuppertaler Opernhaus berufen. Bei den Bayreuther Festspielen debütierte er 1973 in der Rolle des Fafner im Nibelungenring, in den beiden Folgejahren sang er den Hans Schwarz in Richard Wagners Die Meistersinger von Nürnberg. Seit 1990 war er Solist bei den Eutiner Festspielen.
Bauer lebte im Ruhestand in Eutin.